# George Reeves
George Reeves, ursprungligen George Keefer Brewer, född 5 januari 1914 i Woolstock, Iowa, död 16 juni 1959 i Los Angeles, Kalifornien, var en amerikansk skådespelare. Han är mest känd för rollen som Stålmannen i TV-serien Adventures of Superman under 1950-talet. 
Genombrottet kom 1939 med Borta med vinden, och efter en rad framgångsrika roller blev han den första skådespelaren att gestalta Stålmannen. Efter seriens nedläggning var dock Reeves så nära förknippad med rollen som Stålmannen att han inte fick några andra roller. Han hittades skjuten i sitt hem den 16 juni 1959, vilket bedömdes som självmord.

## Filmografi i urval
- 1939 – Borta med vinden
- 1940 – Tills vi mötas igen...
- 1940 – Revolt i Costa Rica
- 1941 – Rivaler på galej
- 1941 – Blod och sand
- 1942 – Guldfågeln
- 1943 – Vi hälsa livet
- 1948 – Livat på vischan
- 1949 – Simson och Delila
- 1951 – Superman and the Mole Men
- 1952–1958 – Adventures of Superman (TV-serie) (104 avsnitt)
- 1953 – Blå gardenia